# Jatam

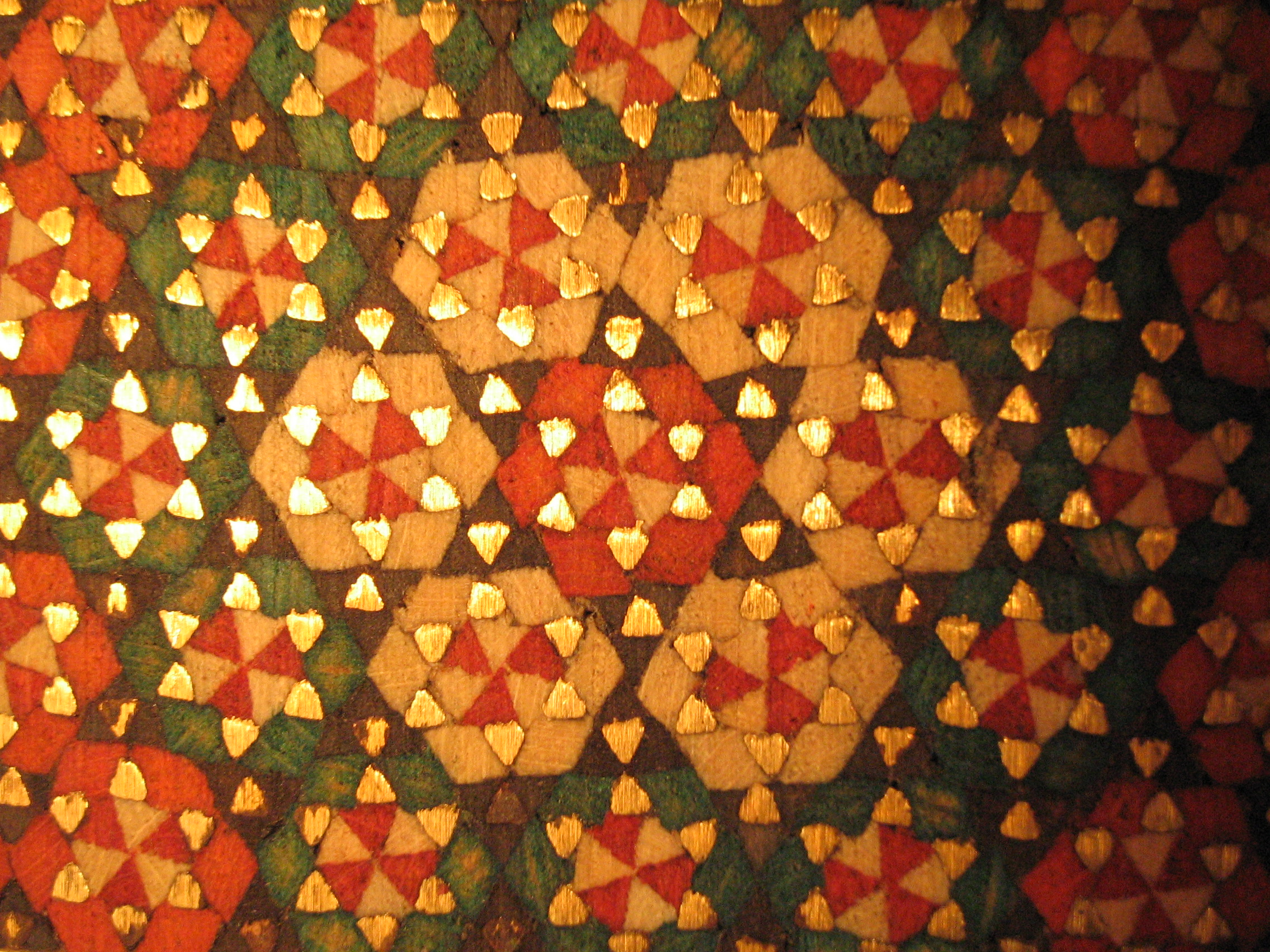
Detalle de una caja iraniana típica decorada con khatam.

Khatam ( en idioma persa : خاتم ) es una antigua técnica persa de incrustación. Es una versión de marquetería en la que las formas de arte se realizan decorando la superficie de los artículos de madera con delicadas piezas de madera, hueso y metal con diseños geométricos intrincados. Khatam-kari ( persa : خاتمکاری ) o khatam-bandi ( persa : خاتمبندی ) se refiere al arte de elaborar un khatam. Los materiales comunes usados en la construcción de incrustaciones son oro, plata, latón, aluminio y alambre trenzado.

## Diseño y construcción
El diseño de artículos incrustados es un proceso muy elaborado. A veces hay más de 400 piezas por pulgada cuadrada en una obra de calidad promedia. [1] En cada centímetro cúbico de trabajo incrustado, se pueden encontrar aproximadamente 250 piezas de metal, hueso, marfil y diferentes tipos de madera que se colocan una al lado de la otra, se pegan por etapas, se alisan, se engrasan y se pulen. Los artículos incrustados en la era de Safávida adquirieron un significado especial a medida que los artistas creaban sus preciosas obras de arte. Las maderas utilizadas incluyen las de betel, nogal, ciprés y pino. Estos trabajos se incluyen en puertas y ventanas, marcos de espejo, cajas del Corán, cajas con incrustaciones, plumas y portalápices, linternas y altares.

## Ejemplos

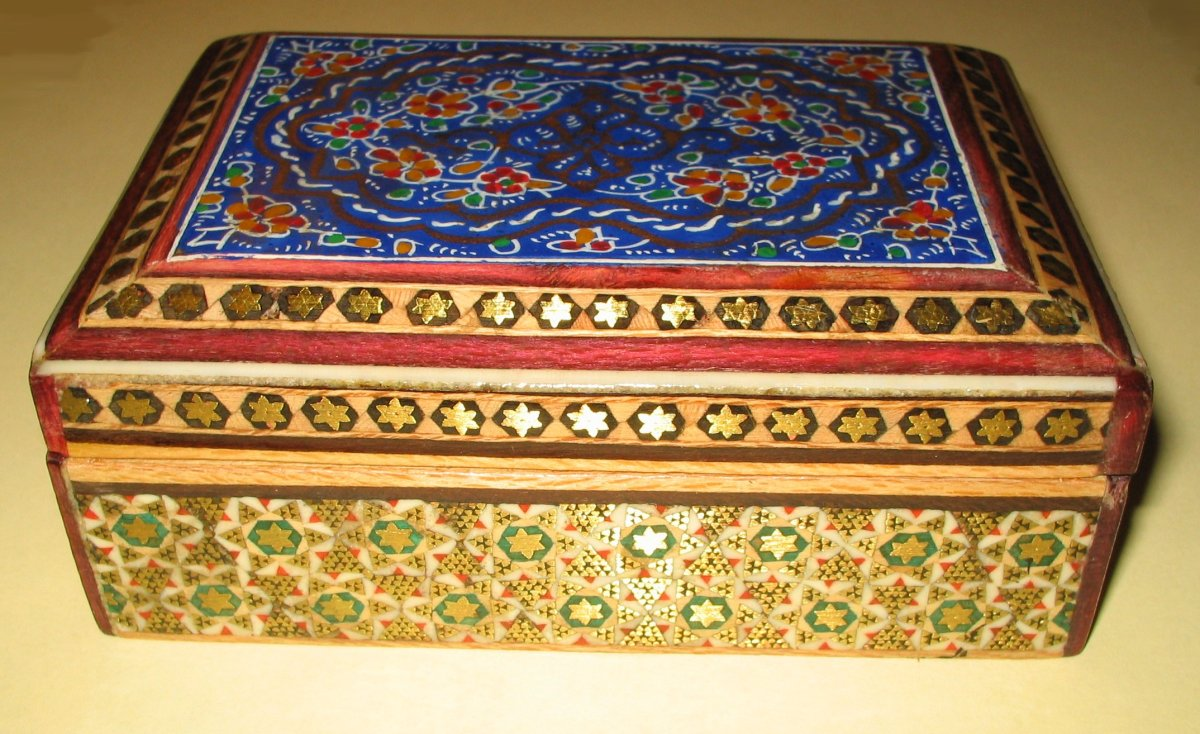
Una caja de marquetería de Khatam sencilla decorada con patrones geométricos de triángulos y estrellas de 6 puntos en sus lados, y un diseño floral en su tapa.

La ornamentación de las puertas de los lugares sagrados consiste predominantemente en motivos incrustados. Se pueden observar muestras de estos en las ciudades de Mashhad, Qom, Shiraz y Rayy. En la era safávida, el arte de la marquetería floreció en las ciudades del sur de Irán, especialmente en Isfahán, Shiraz y Kermán, en esta época era tan apreciado en la corte que algunos príncipes aprendieron la técnica, así como lo hicieron con la música, la pintura o la caligrafía.  Las habitaciones con ornamentos incrustados en el Palacio de Saadabad y el Palacio de Mármol de Teherán se encuentran entre las obras maestras de este arte.
En los siglos XVIII y XIX, los trabajos en khatam entraron en declive, antes de ser devuelto a la moda durante el reinado del Reza Shah, que promovió la creación de escuelas de artesanía en las principales ciudades de su país.

## Tècnica
La técnica consiste en patrones  que por lo general se hacen en forma de estrella, con la incorporación de tiras finas de diversas maderas de latón para las partes doradas y normalmente hueso de camello, —el marfil, el oro y la plata también se usan especialmente para coleccionistas— . Estas barras o tiras se ensamblan primero en haces triangulares, se vuelven a ensamblar y se pegan en paquetes en un orden estricto para formar un cilindro de unos 70 cm., cuyo corte muestra la unidad básica de la decoración final por ejemplo: una estrella de seis puntas contenida en un hexágono. Estos cilindros se cortan en cilindros más cortos, luego se comprimen y se secan entre dos placas de madera, antes de someterse a un corte final que produce rodajas de aproximadamente 1 mm de espesor. Estos últimos están listos para ser chapados y pegados al objeto de soporte y ser decorados antes de ser laqueados. Se pueden pre calentar para ablandar, si el objeto es curvo y así poder unir bien las curvas.

## Siglo XXI
El khatam se practica en Isfahán, Shiraz y Teherán. El arte de la madera incrustada y sudorífica se lleva a cabo en los talleres de la Organización del Patrimonio Cultural de Irán, así como en talleres privados.
Bagher Hakim-Elahi (باقرحكيمالهى) era un maestro de este arte, y aprendió las técnicas del maestro Sanee Khatam en Shiraz. Más tarde en su vida, se mudó a Teherán, y continuó haciendo obras con el arte de khatam, actualmente se exponen en museos de Irán. También enseñó el arte a su hermano menor Asadolah Hakim-Elahi (اسدالله حكيمالهى). Ambos han fallecido.